# Горњи Душник
Горњи Душник је село у општини Гаџин Хан у Нишавском округу. Према попису из 2022. било је 94 становника (према попису из 1991. било је 296 становника).

## Име села
Само име Душник потиче, према предању, из турског периода. Од Турака је бажала једна група младића и девојака, па су наишли на Врело, напили се воде и „повратили душу“. Од тога је изведена реч „душник“ и даље Горњи и Доњи Душник као имена два села поред овог врела.

## Положај
Село се налази у подножју Суве планине. У селу постоји и црква посвећена светом Николи која је саграђена 1845. године, а освећена 1850. године. Иконостас у цркви је постављен 1871. године. На речици која пролази кроз село постоји неколико воденица, а налази се и рибњак са калифорнијском пастрмком. Кроз село пролази локални асфалтиран пут.
Према турском попису нахије Ниш из 1516. године, место је било једно од 111 села нахије и носило је исти назив као данас, а имало је 34 кућа, 4 удовичка домаћинства, 8 самачка домаћинства.
У Г. Д. је, потајно, прорадила прва школа у Заплању, око 1870, а затим 1881. Сама Школа остала је без ђака још од седамдесетих година прошлог века и од тадашње школе, препуштено рубу времена, остали су само голи зидови и кров. У оквиру пројекта унапређења енеркетске ефикасности Стара школа постала је Центар за смештај ђака и студента која ће се користити за истраживање саме Суве Планине. Средства за реконструкцију саме школе обезбеђена су средствима Министарства рударства и енергетике. Ови радови запланирани око реконструкције обављени су 2021. године.

## Знаменитости села
Највећа реткост Горњег Душника је Душничко Врело, на коме је, после одласка Турака, од Горњег до Доњег Душника подигнуто 17 воденица, од којих већина са 4 камена. У овим воденицама млело се жито не само из Горњег Заплања, већ и са знатно ширег подручја. Амбијаталну, етнографску и архитектонску вредност ових воденица препознали су културни радници, који организују Ликовну колонију аматера „17 воденица“ сваке године. Још ништа није учињено да се очувају ове воденице, од којих су неке пропале а друге су на том путу.
Амбијенталну вредност Горњег Душника, његове природне лепоте и атрактивност Душничког врела открили су градитељи викендица. Већ их је подигнуто око 20 које уносе нови стил градње и културу живљења. Само село Горњи Душник лежи уз брдо Суве Планине које се зове Главчина.
Друга знаменитост Горњег Душника, као насеља, биле су мутавџијске радње, којих је у селу између два рата било око 50. И ове радње преживљавају своје задње дане. Пошто више нема коза ове радње као основну сировину користе људску косу и синтетичка влакна, али је то сама задња фаза у њиховом пропадању.

## Демографија
У насељу Горњи Душник живи 218 пунолетних становника, а просечна старост становништва износи 60,7 година (58,1 код мушкараца и 64,0 код жена). У насељу има 50 домаћинства, а просечан број чланова по домаћинству је 1,88.
Ово насеље је великим делом насељено Србима (према попису из 2002. године), а у последња три пописа, примећен је пад у броју становника.
|  |

| Демографија | Демографија | Демографија |
| Година      | Становника  | Становника  |
| ----------- | ----------- | ----------- |
| 1948.       | 748         |             |
| 1953.       | 763         |             |
| 1961.       | 648         |             |
| 1971.       | 497         |             |
| 1981.       | 346         |             |
| 1991.       | 296         | 293         |
| 2002.       | 237         | 238         |
| 2011.       | 184         |             |
| 2022.       | 94          |             |

| Етнички састав према попису из 2002.‍ | Етнички састав према попису из 2002.‍ | Етнички састав према попису из 2002.‍ | Етнички састав према попису из 2002.‍ | Етнички састав према попису из 2002.‍ |
| ------------------------------------ | ------------------------------------ | ------------------------------------ | ------------------------------------ | ------------------------------------ |
|                                      |                                      |                                      |                                      |                                      |
| Срби                                 | Срби                                 |                                      | 236                                  | 99,57%                               |
| непознато                            | непознато                            |                                      | 1                                    | 0,43%                                |

| Година пописа     | 1948. | 1953. | 1961. | 1971. | 1981. | 1991. | 2002. |
| ----------------- | ----- | ----- | ----- | ----- | ----- | ----- | ----- |
| Број домаћинстава | 135   | 142   | 142   | 134   | 130   | 120   | 103   |

| Број чланова      | 1  | 2  | 3 | 4 | 5 | 6 | 7 | 8 | 9 | 10 и више | Просек |
| ----------------- | -- | -- | - | - | - | - | - | - | - | --------- | ------ |
| Број домаћинстава | 30 | 46 | 9 | 6 | 8 | 4 | 0 | 0 | 0 | 0         | 2,30   |

| Пол    | Укупно | Неожењен/Неудата | Ожењен/Удата | Удовац/Удовица | Разведен/Разведена | Непознато |
| ------ | ------ | ---------------- | ------------ | -------------- | ------------------ | --------- |
| Мушки  | 105    | 18               | 75           | 12             | 0                  | 0         |
| Женски | 116    | 12               | 73           | 30             | 1                  | 0         |
| УКУПНО | 221    | 30               | 148          | 42             | 1                  | 0         |

| Пол    | Укупно                    | Пољопривреда, лов и шумарство | Рибарство                            | Вађење руде и камена | Прерађивачка индустрија       |
| ------ | ------------------------- | ----------------------------- | ------------------------------------ | -------------------- | ----------------------------- |
| Мушки  | 35                        | 6                             | 0                                    | 0                    | 22                            |
| Женски | 14                        | 7                             | 0                                    | 0                    | 7                             |
| УКУПНО | 49                        | 13                            | 0                                    | 0                    | 29                            |
| Пол    | Производња и снабдевање   | Грађевинарство                | Трговина                             | Хотели и ресторани   | Саобраћај, складиштење и везе |
| Мушки  | 1                         | 2                             | 1                                    | 0                    | 0                             |
| Женски | 0                         | 0                             | 0                                    | 0                    | 0                             |
| УКУПНО | 1                         | 2                             | 1                                    | 0                    | 0                             |
| Пол    | Финансијско посредовање   | Некретнине                    | Државна управа и одбрана             | Образовање           | Здравствени и социјални рад   |
| Мушки  | 0                         | 0                             | 0                                    | 0                    | 2                             |
| Женски | 0                         | 0                             | 0                                    | 0                    | 0                             |
| УКУПНО | 0                         | 0                             | 0                                    | 0                    | 2                             |
| Пол    | Остале услужне активности | Приватна домаћинства          | Екстериторијалне организације и тела | Непознато            | Непознато                     |
| Мушки  | 0                         | 0                             | 0                                    | 1                    | 1                             |
| Женски | 0                         | 0                             | 0                                    | 0                    | 0                             |
| УКУПНО | 0                         | 0                             | 0                                    | 1                    | 1                             |